# Hyundai Ioniq
La Hyundai Ioniq è una vettura prodotta dalla casa automobilistica sudcoreana Hyundai Motor Company dal 2016 fino a giugno 2022.

## Contesto
La vettura era disponibile nelle sole varianti ibrida, ibrida plug-in o completamente elettrica.
La Ioniq Hybrid ha debuttato in Corea del Sud a gennaio 2016, con tutte e tre le varianti che hanno debuttato nei mesi successivi ai saloni automobilistici di Ginevra e New York. La variante ibrida è stata lanciata sul mercato sud coreano nel febbraio 2016, seguita dal modello elettrico nel luglio 2016. La versione ibrida plug-in è stata introdotta nel febbraio 2017.

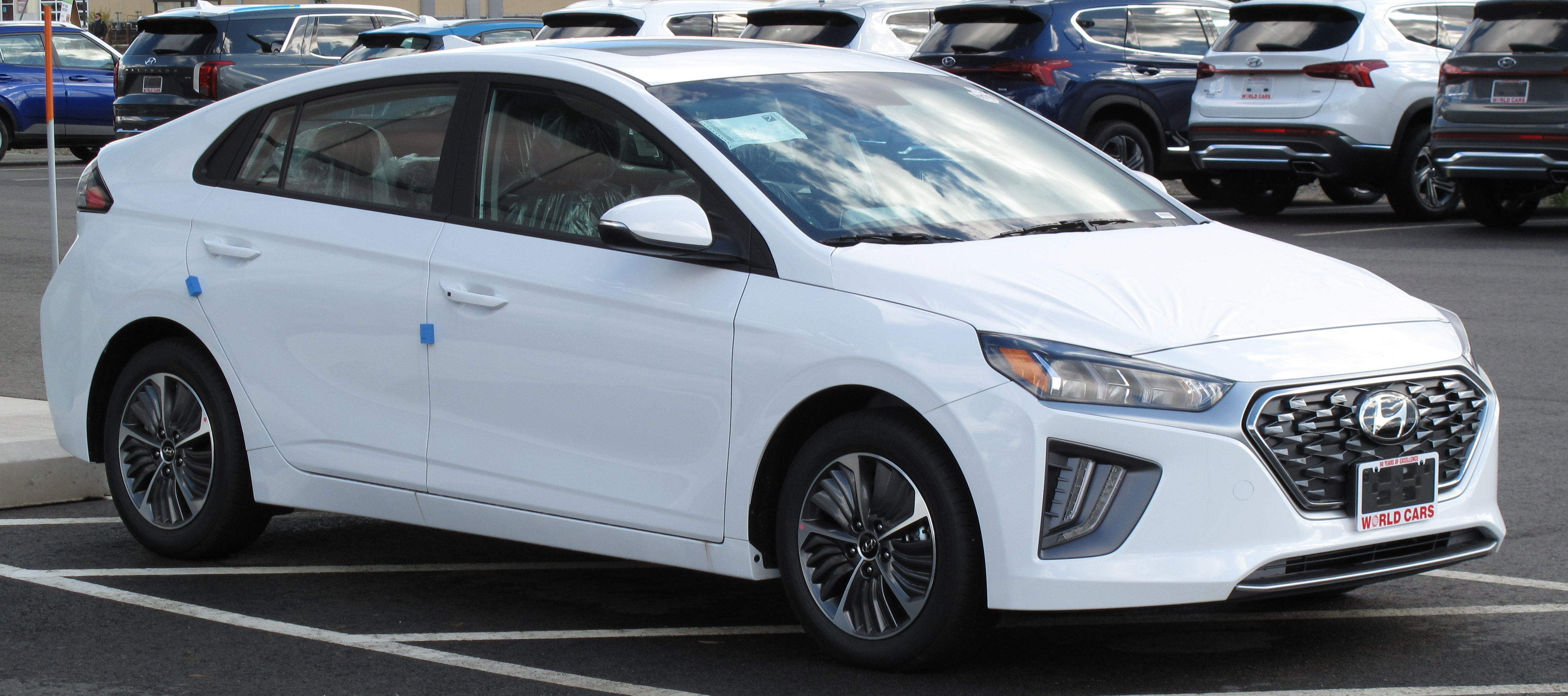
Ioniq Plug-In

## Ioniq Plug-in
La variante ibrida plug-in, introdotta nel febbraio 2017, utilizza una trasmissione elettrica ibrida simile alla normale Ioniq Hybrid, che combina lo stesso motore Kappa a quattro cilindri GDI da 1.6 litri aspirato con un'efficienza termica del 40% e una potenza di 78 kW (105 CV) e 150 Nm, dove qui viene abbinato ad un motore elettrico leggermente più potente che sviluppa 45 kW (60 CV) e 170 Nm. Rispetto alla normale ibrida, la plug-in ha una batteria ai polimeri di ioni di litio più grande da 8,9 kWh in grado di fornire un'autonomia nella solo modalità elettrica di circa 47 km. 
La porta di ricarica si trova sul lato sinistro del veicolo. Con il debutto di questa versione, la carrozzeria subisce un leggero restyling estetico.